# Emerging Infectious Disease
Emerging Infectious Diseases (übersetzt: Sich ausbreitende oder Neue Infektionskrankheiten) sind Infektionskrankheiten des Menschen, deren Vorkommen in den letzten Jahrzehnten gestiegen ist oder die in naher Zukunft wahrscheinlich auftreten werden.
Dies geschieht aus verschiedenen Ursachen:
1. Neue Infektionskrankheiten entstehen als Folge von Mutationen im Genom oder der Evolution der Erreger (Beispiel: Enterohämorrhagische Escherichia coli).
2. Bereits bekannte Erreger springen auf neue Wirte oder geografische Gebiete über (Beispiele: Vogelgrippe H5N1, West-Nil-Virus).
3. Menschliche Eingriffe verändern Ökosysteme und schaffen damit neue Kontaktzonen mit vorher isolierteren Keimen und Veränderungen (teils Ausweitungen) von Keim- oder Keimträgerverbreitung. Beispiel: Ausbreitung des Rift Valley Virus in Ägypten; dieses Arbovirus wird durch Stechmücken übertragen, deren Lebensraum durch einen Dammbau erweitert wurde.
4. Bereits bekannte Erreger, die bereits erfolgreich bekämpft wurden, werden aufgrund von Antibiotikaresistenzen (Beispiele: Vielfachresistenz bei Tuberkulose, Methicillinresistente Staphylococcus aureus) oder dem Zusammenbruch des öffentlichen Gesundheitssystems wieder bedeutsam (Beispiele: Diphtherie, Keuchhusten).
5. Bei manchen Krankheiten, die bisher nicht als Infektionskrankheiten klassifiziert wurden, erlauben verbesserte Verfahren zum Nachweis der Erreger die Identifizierung der eigentlichen Krankheitsursache (Beispiel: Helicobacter pylori).
6. Bei der Herstellung von Biowaffen und im Bioterrorismus werden auch Krankheitserreger eingesetzt, die bisher nur bei bestimmten Bevölkerungsgruppen eine Rolle spielten (Beispiel: Tularämie).

Menschliche Aktivitäten tragen in vielfältiger Weise zur Ausbreitung neuartiger Infektionskrankheiten bei:
- Beim Piercing und bei Tätowierungen kann das Hepatitis-C-Virus übertragen werden.
- Beim Enthornen und Impfen der Rinder wurde durch Missachtung von Hygieneregeln das Rinderleukämie-Virus BLV verbreitet.
- Waldrodungen in Venezuela führten zu einer Mäuseplage, Mäuse sind wahrscheinlich Reservoir für das Guanarito-Virus, der Erreger eines hämorrhagischen Fiebers.
- Der Einsatz von Antibiotika in der Viehzucht führt zur Etablierung resistenter Stämme.
- Im Rahmen der Globalisierung breiten sich Krankheitserreger schneller zwischen den Kontinenten aus.

Zu diesen neuartigen Infektionskrankheiten werden auch HIV, BSE, SARS, Ebolafieber, Marburgfieber, Affenpocken und COVID-19 gerechnet.
Die US-amerikanische Behörde CDC gibt eine Zeitschrift mit dem Titel Emerging Infectious Diseases heraus.